# Tufeni
Tufeni là một xã thuộc hạt Olt, România. Dân số thời điểm năm 2002 là 3352 người.